# سویل (کالیفرنیا)
سویل (به انگلیسی: Seville) یک منطقهٔ مسکونی در ایالات متحده آمریکا است که در شهرستان تولار، کالیفرنیا واقع شده‌است. سویل ۱٫۶۴۸ کیلومتر مربع مساحت و ۴۸۰ نفر جمعیت دارد و ۱۰۷٫۹ متر بالاتر از سطح دریا واقع شده‌است.